# 荷馬鎮區 (愛荷華州本頓縣)
荷马鎮區（英語：Homer Township）是位於美國愛荷華州本頓縣的一個行政鎮區。

## 地方資料
根據2010年美國人口普查的數據，荷马鎮區的面積為92.72平方千米，當中陸地面積為92.72平方千米，而水域面積為0.00平方千米。當地共有人口222人，而人口密度為每平方千米2.39人。